# Chiến tranh Anh-Maratha lần thứ nhất
Chiến tranh Anh-Maratha lần thứ nhất (tiếng Anh: First Anglo-Maratha War; tiếng Marathi: पहिले इंग्रज-मराठा युद्ध; tiếng Hindi: पहला आंग्ल-मराठा युद्ध) (1775–1782) là cuộc chiến đầu tiên trong ba lần Chiến tranh Anh-Maratha, diễn ra giữa Công ty Đông Ấn Anh và Đế quốc Maratha ở Ấn Độ. Chiến tranh bắt đầu với Hiệp ước Surat và kết thúc với Hiệp ước Salbai. Cuộc chiến diễn ra giữa Vương quốc Surat và Pune đã chứng kiến sự thất bại của người Anh và khôi phục vị trí của cả hai bên trước chiến tranh. Warren Hastings, Thường trú nhân đầu tiên và Toàn quyền của các tỉnh của Công ty Đông Ấn ở Ấn Độ đã quyết định không tấn công trực tiếp Poona.

## Bối cảnh
Sau cái chết của Madhavrao Peshwa vào năm 1772, anh trai của ông là Narayanrao trở thành peshwa (thủ tướng) của Đế quốc Maratha. Narayanrao bị lính canh cung điện sát hại vào tháng 8 năm 1773, và chú của ông là Raghunathrao (Raghoba) trở thành Peshwa. Tuy nhiên, vợ của Narayanrao là Gangasati, đã sinh ra một người con trai sau cái chết của Narayanrao, đây là người thừa kế hợp pháp ngai vàng của Đế chế. Đứa trẻ sơ sinh được đặt tên là 'Sawai' Madhavrao (Sawai có nghĩa là "Một và một phần tư"). Mười hai thủ lĩnh Maratha, được gọi là Baarbhai  và do Nana Phadnavis lãnh đạo, đã chỉ đạo nỗ lực phong đứa trẻ sơ sinh này làm Peshwa mới và cai trị dưới danh nghĩa là nhiếp chính.
Raghunathrao, không muốn từ bỏ vị trí quyền lực của mình, đã tìm kiếm sự giúp đỡ từ người Anh tại Bombay và ký Hiệp ước Surat vào ngày 6 tháng 3 năm 1775. Theo hiệp ước, Raghunathrao đã nhượng lại các lãnh thổ Đảo Salsette và [Vasai|Bassein]] (Vasai) cho người Anh, cùng với với một phần doanh thu từ các huyện Surat và Bharuch. Đổi lại, người Anh hứa sẽ cung cấp cho Raghunathrao 2.500 binh sĩ.
Hội đồng Calcutta của Anh lên án Hiệp ước Surat, cử Đại tá Upton đến Pune để hủy bỏ nó và lập một hiệp ước mới với chính quyền nhiếp chính. Hiệp ước Purandhar (1 tháng 3 năm 1776) hủy bỏ hiệp ước của Surat, Raghunathrao được nghỉ hưu và sự nghiệp của ông chấm dứt, nhưng doanh thu của các quận Salsette và Broach được người Anh giữ lại. Chính phủ Bombay từ chối hiệp ước mới này và cho Raghunathrao ẩn náu. Năm 1777, Nana Phadnavis vi phạm hiệp ước của mình với Hội đồng Calcutta khi cấp cho người Pháp một cảng ở bờ biển phía Tây. Người Anh trả đũa bằng cách gửi một lực lượng tới Pune.

## Giai đoạn đầu và Hiệp ước Purandar (1775–1776)
Quân đội Anh dưới sự chỉ huy của Đại tá Keating rời Surat vào ngày 15 tháng 3 năm 1775 để đến Pune. Nhưng họ đã bị Haripant Phadke ngăn lại tại Adas và bị đánh bại hoàn toàn vào ngày 18 tháng 5 năm 1775. Thương vong cho lực lượng của Keating, cùng với Raghunathrao, bao gồm 96 người thiệt mạng. Thương vong của người Maratha trong Trận Adas (Gujarat) bao gồm 150 người thiệt mạng.:53–56
Warren Hastings ước tính rằng các hành động trực tiếp chống lại Pune sẽ gây bất lợi. Do đó, Hội đồng tối cao của Bengal đã lên án Hiệp ước Surat, cử Đại tá Upton đến Pune để hủy bỏ nó và lập một hiệp ước mới với chính quyền nhiếp chính. Một thỏa thuận giữa Upton và các bộ trưởng của Pune được gọi là Hiệp ước Purandar được ký kết vào ngày 1 tháng 3 năm 1776.
Hiệp ước Purandhar (1 tháng 3 năm 1776) hủy bỏ hiệp ước của Surat, Raghunath Rao được nghỉ hưu và sự nghiệp của ông chấm dứt, nhưng doanh thu của các huyện Salsette và Broach được người Anh giữ lại.

## Trận Wadgaon
Sau một hiệp ước giữa Pháp và Chính phủ Pune năm 1776, Chính phủ Bombay quyết định xâm lược và phục hồi Raghoba. Họ cử một lực lượng dưới sự chỉ huy của Đại tá Egerton đến Khopoli và đi qua Tây Ghats tại Bhor Ghat và tiếp tục hướng tới Karla, đến nơi vào ngày 4 tháng 1 năm 1779 khi đang bị Maratha tấn công. Cuối cùng, quân Anh buộc phải rút lui về Wadgaon, nhưng nhanh chóng bị bao vây. Người Anh đầu hàng và buộc phải ký Hiệp ước Wadgaon vào ngày 16 tháng 1 năm 1779, một chiến thắng cho người Marathi.:56–58
Lực lượng tiếp viện từ miền bắc Ấn Độ, do Đại tá (sau này là Tướng) Thomas Wyndham Goddard chỉ huy, đã đến quá muộn để cứu lực lượng Bombay. Toàn quyền Anh tại Bengal, Warren Hastings, bác bỏ hiệp ước với lý do các quan chức Bombay không có quyền hợp pháp để ký hiệp ước và ra lệnh cho Goddard đảm bảo các lợi ích của Anh trong khu vực.
Goddard với 6.000 quân xông vào Pháo đài Bhadra và chiếm được Ahmedabad vào ngày 15 tháng 2 năm 1779. Có một lực lượng đồn trú gồm 6.000 bộ binh Ả Rập và Sindhi cùng 2.000 con ngựa. Tổng số thiệt hại trong trận chiến là 108 người, trong đó có hai người Anh. Goddard cũng chiếm được Bassein vào ngày 11 tháng 12 năm 1780. Một đội Bengal khác do Đại úy Popham chỉ huy và được hỗ trợ bởi Rana của Gohad, đã chiếm được Gwalior vào ngày 4 tháng 8 năm 1780, trước khi Mahadji Scindia kịp chuẩn bị. Các cuộc giao tranh đã diễn ra giữa Mahadji Scindia và Tướng Goddard ở Gujarat, nhưng thiếu quyết đoán. Hastings cử một lực lượng khác đến quấy rối Mahadji Shinde, do Thiếu tá Camac chỉ huy.

## Trung Ấn và Deccan

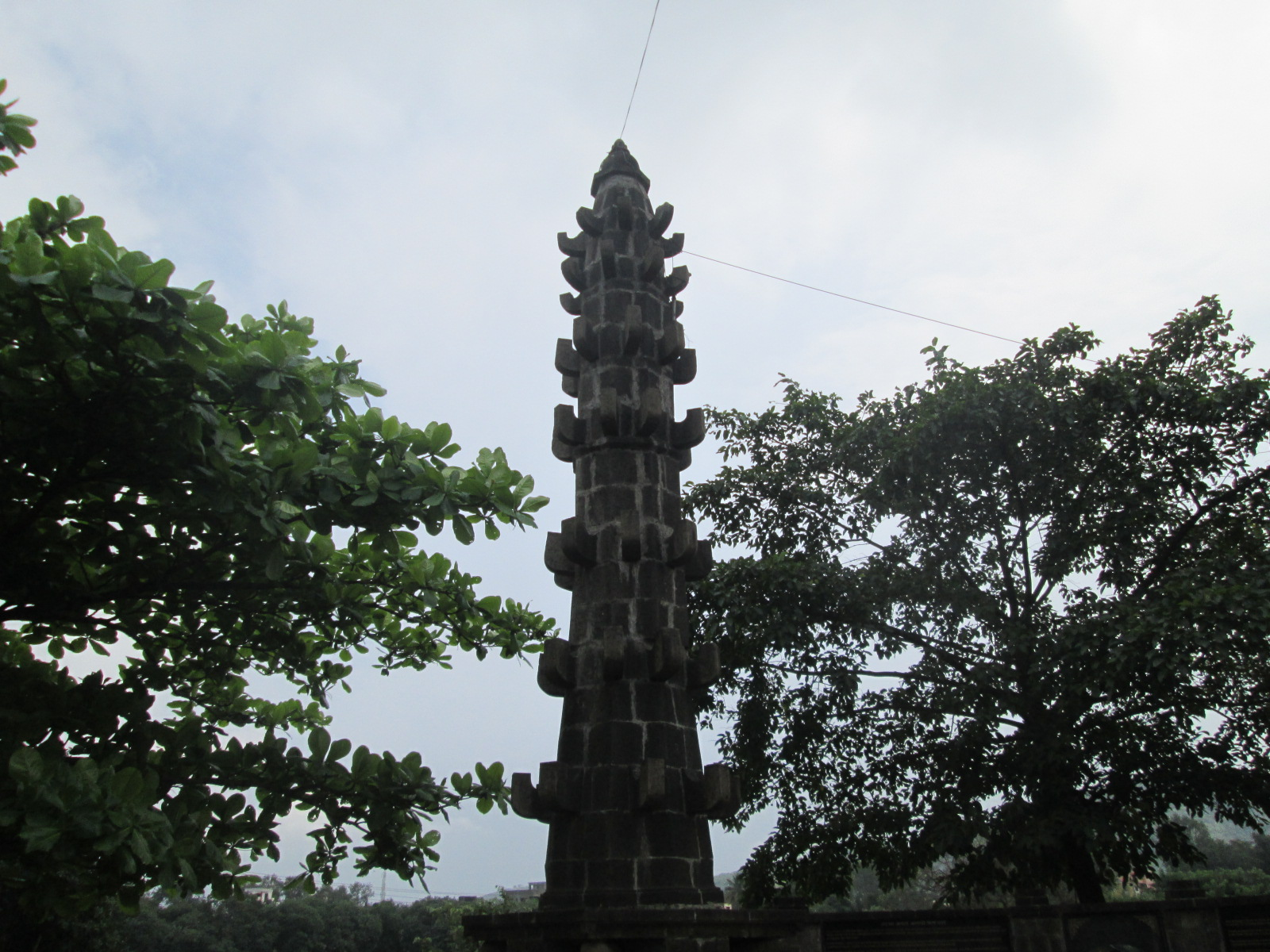
Một Vijay Stambh (Cột Chiến thắng) được dựng lên để kỷ niệm chiến thắng Maratha trước người Anh. Cây cột được đặt tại Vadgaon/Wadgaon Maval, gần thành phố Pune, Ấn Độ

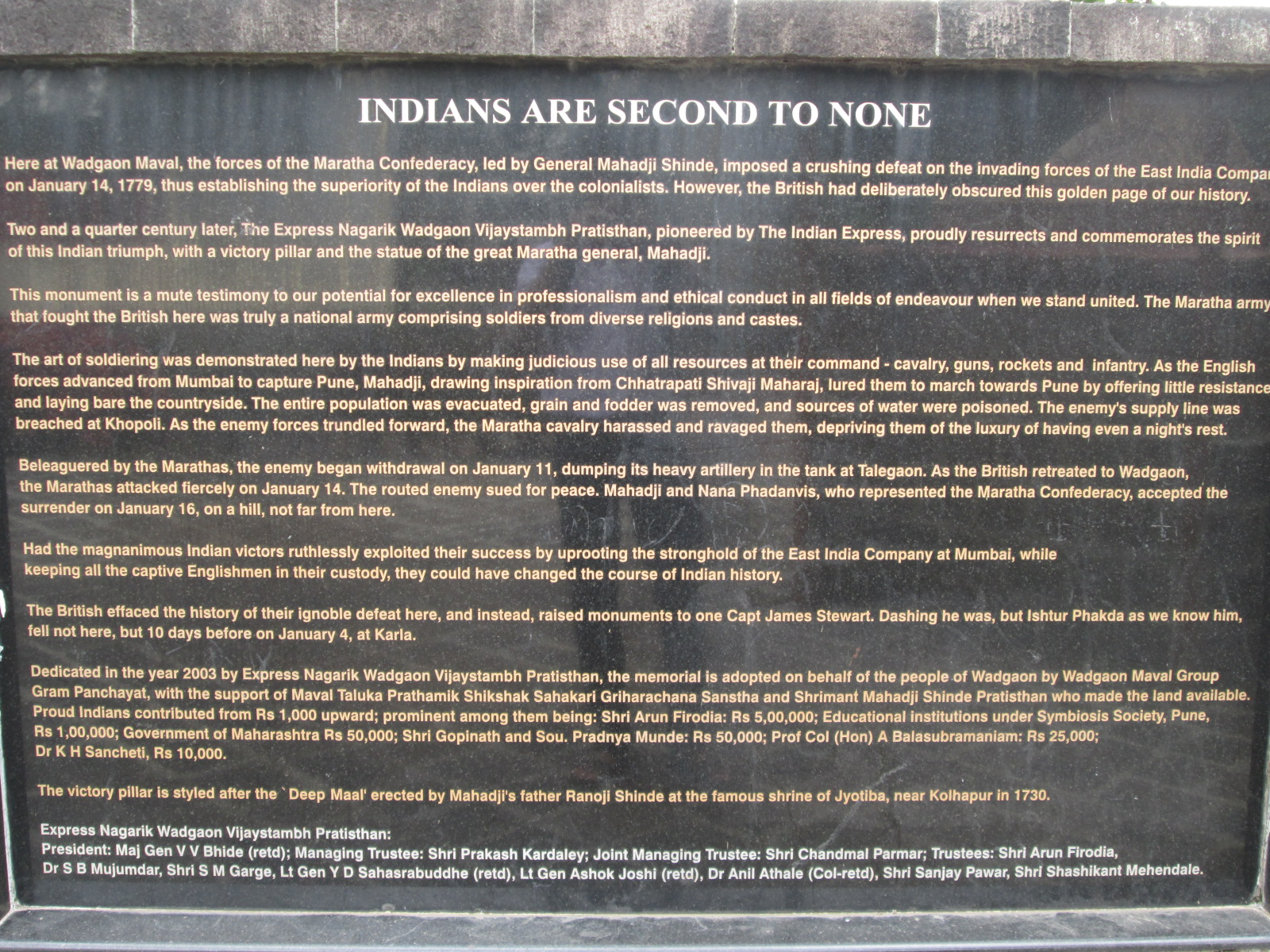
Một bảng thông tin mô tả chiến thắng Maratha trước người Anh. Tấm biển được đặt tại Vadgaon/Wadgaon Maval, gần thành phố Pune, Ấn Độ

Sau khi chiếm được Bassein, Goddard tiến về phía Pune. Nhưng ông đã bị Parshurambha, Haripant Phadke và Tukoji Holkar đánh tan tác trong Trận Bhor Ghat vào tháng 4 năm 1781.
Ở miền trung Ấn Độ, Mahadji đóng quân tại Malwa để thách thức Camac. Ban đầu, Mahadji chiếm thế thượng phong và lực lượng Anh dưới quyền Camac, bị quấy rối và suy giảm, phải rút về Hadur.:20
Vào tháng 2 năm 1781, quân Anh đánh Shinde đến thị trấn Sipri, nhưng mọi hành động họ thực hiện sau đó đều gặp khó khăn bởi chính đội quân đông đảo hơn nhiều của ông ta, và nguồn cung cấp của họ bị cắt đứt, cho đến khi họ thực hiện một cuộc đột kích tuyệt vòng vào ban đêm cuối tháng 3, chiếm được không chỉ lương thực mà còn cả súng và voi. Sau đó, mối đe dọa quân sự từ lực lượng của Shinde đối với người Anh đã giảm đi nhiều.
Cuộc chiến bây giờ đã giữ thế cân bằng như nhau. Khi Mahadji đạt được một chiến thắng quan trọng trước Camac tại Sironj,:62 the British avenged the loss through the Battle of Durdah Người Anh đã báo thù cho trận thua qua Trận Durdah[18] vào ngày 24 tháng 3 năm 1781.
Vào tháng 4 năm 1781, Đại tá Murre mang theo quân tiếp tế để hỗ trợ Popham và Camac. Sau thất bại tại Sipri, Mahadji Shinde đã hoảng hốt. Do đó, Shinde đã đề xuất một hiệp ước mới giữa Peshwas và người Anh, hiệp ước này được gọi là "Hiệp ước Salbai".

## Hiệp ước Salbai
Hiệp ước này, được gọi là Hiệp ước Salbai, được ký vào ngày 17 tháng 5 năm 1782 và được Warren Hastings phê chuẩn vào tháng 6 năm 1782 và bởi Nana Phadnavis vào tháng 2 năm 1783. Hiệp ước đã kết thúc Chiến tranh Anh-Maratha lần thứ nhất, khôi phục nguyên trạng và tái hoà bình giữa hai bên trong 20 năm.:63

## Trong văn hoá đại chúng
Bộ phim Hollywood năm 2013 mang tên [[The Lovers (phim 2013]|The Lovers]] dựa trên bối cảnh của cuộc chiến này.